# Турфанская впадина
Турфа́нская впа́дина или Турфа́нская котлови́на, или Лукчунская впадина, или Люкчунская впадина (кит. 吐魯番盆地, уйг. تۇرپان ئويمانلىغى‎, Турпан ойманлиғи) — тектоническая впадина, расположенная на территории Синьцзян-Уйгурского автономного района Китая. Абсолютная высота поверхности Земли здесь достигает −154 м. Впадина является самой низкой точкой Восточной Азии и третьей по глубине в мире после котловины Мёртвого моря и озера Ассаль.
В северной части котловины находится город-оазис Турфан, а примерно в 180 км на северо-запад расположена столица автономного района город Урумчи. В центральной части впадины сохранились развалины древнего города Гаочана.
Из европейцев котловину впервые описал русский географ Г. Е. Грумм-Гржимайло в 1889 году.

## Геология

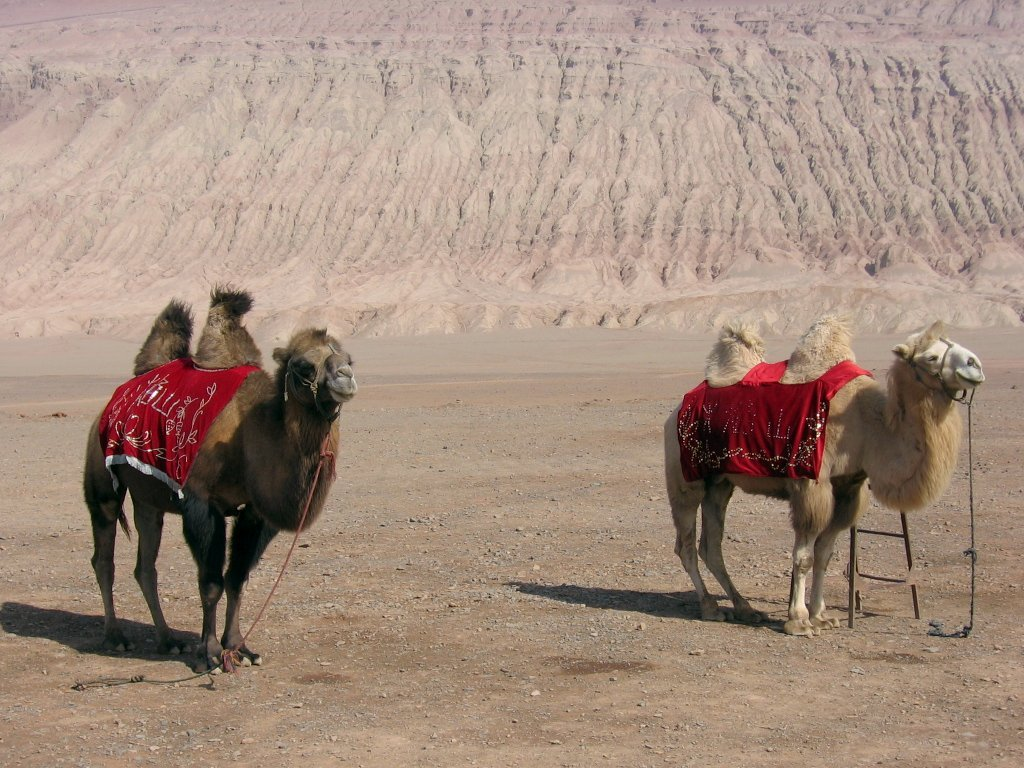
Стандартный пейзаж около Огненных гор

Турфанская впадина лежит в отрогах Восточного Тянь-Шаня, ограниченная хребтами Богдо-Ула с севера и Чёльтаг с юга. Имеет длину около 100 км, ширину — около 50 км. За окружающими горными хребтами расположены две большие котловины — Джунгарская на севере и Таримская на юге.
Турфанский бассейн был сформирован в конце пермского периода в процессе движения древних платформ. В кайнозой столкновение Индийской и Евразийской плит привели к деформации впадины, которые впоследствии привели к образованию разлома, расположенного с востока на запад в центре впадины — Огненных гор. В южной части впадины, в самом низком её месте расположено пересыхающее горько-солёное озеро Айдынкёль.
Недалеко от города Турфан находится древний вулкан, последнее извержение которого датируется 1120 годом.

## Климат
Климат очень сухой и резко континентальный, возможное испарение сильно превышает осадки, среднегодовое количество которых составляет менее 20 мм. Максимальные температуры июля — 39,7 °C, средние минимальные января −2,2 °C (данные Турфанской метеостанции за 1951—1990 гг.)

## Флора

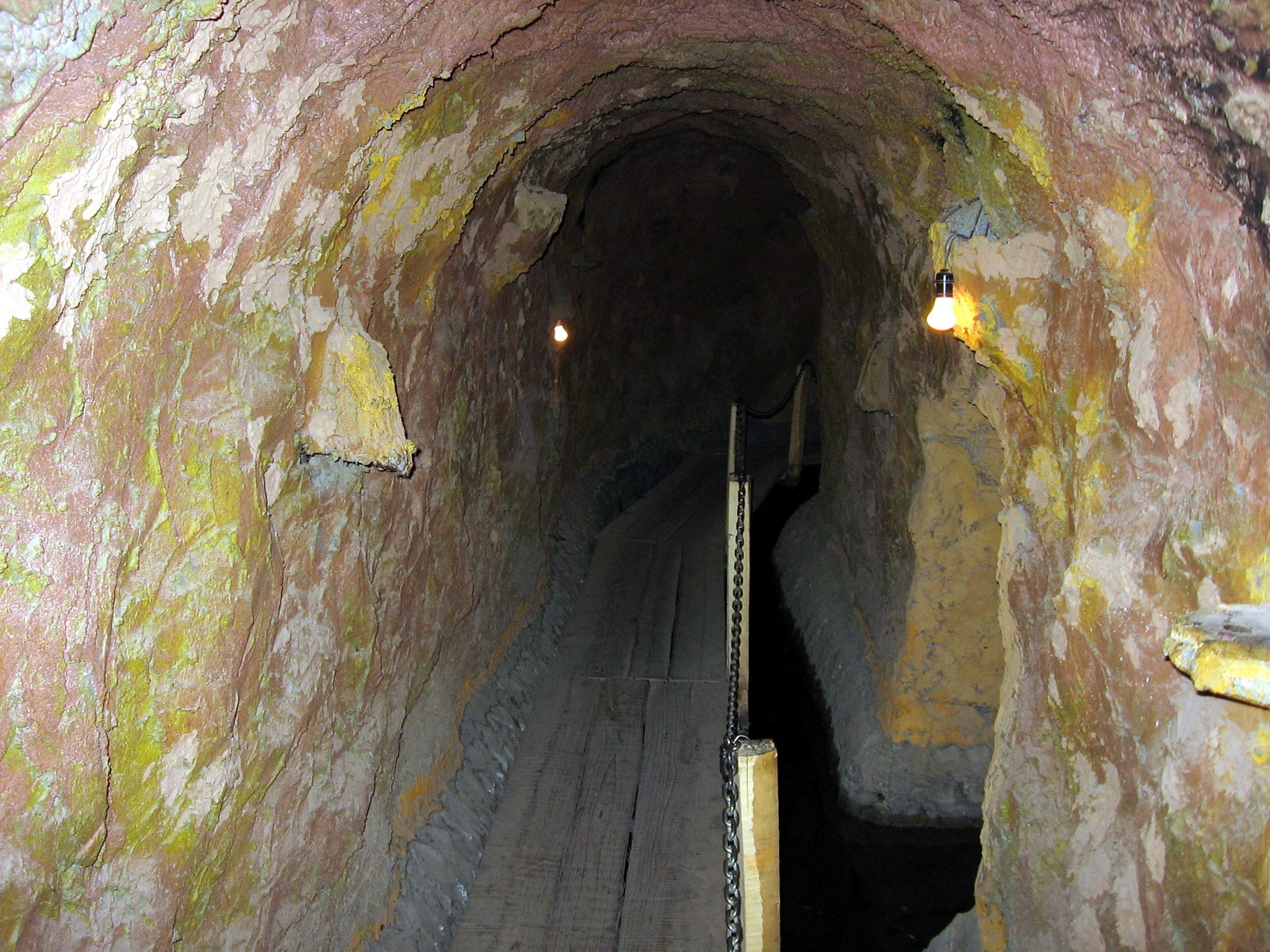
Кяризный тоннель около Турфана

По берегам озера Айдынкёль и временных водотоков растут гребенщики и саксаулы. По окраинам впадины расположены редкие оазисы, орошаемые с помощью сети подземных каналов, которая называется кяризная система орошения (Турфанская водная система). С близлежащих горных хребтов вода поступает в систему, которая состоит из сети колодцев, подземных тоннелей, каналов и водохранилищ, построенных с учётом рельефа для поддержания тока воды и минимизации испарения. Исторические свидетельства относят появление подобной системы ко времени династии Хань. Общее число кяризных систем подходит к 1 тыс., а суммарная длина составляет около 5 тыс. км.
Сельское хозяйство в Турфанском бассейне особенно знаменито своими фруктами, которые из-за сухих и горячих условий имеют высокое содержание сахара. Культивируемые культуры: шелковица, персик, абрикос, яблоко, гранат, груша, инжир, грецкий орех, арбуз, дыня, а также более 100 видов винограда.

## История

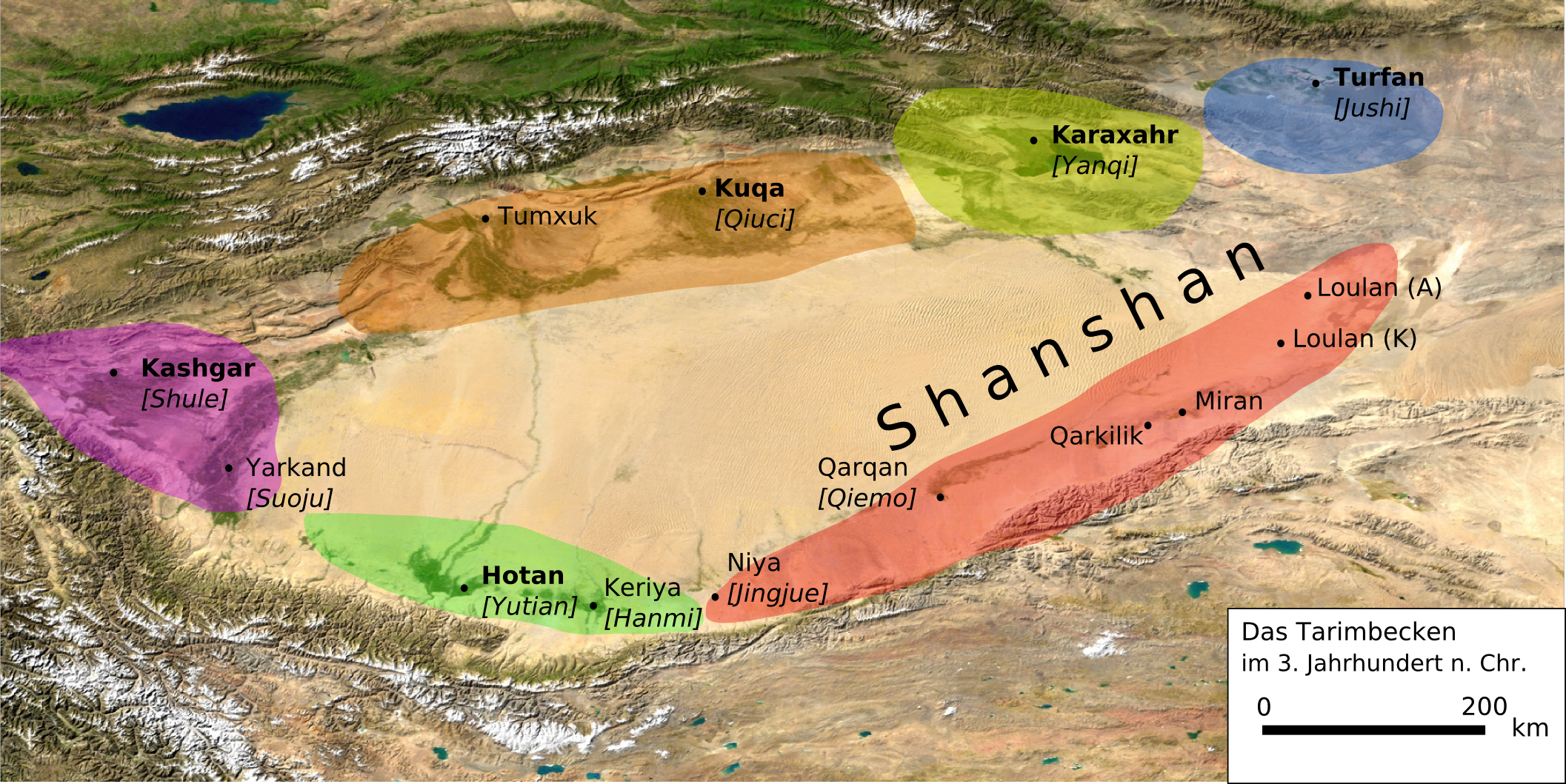
Турфан и Таримский бассейн в III веке

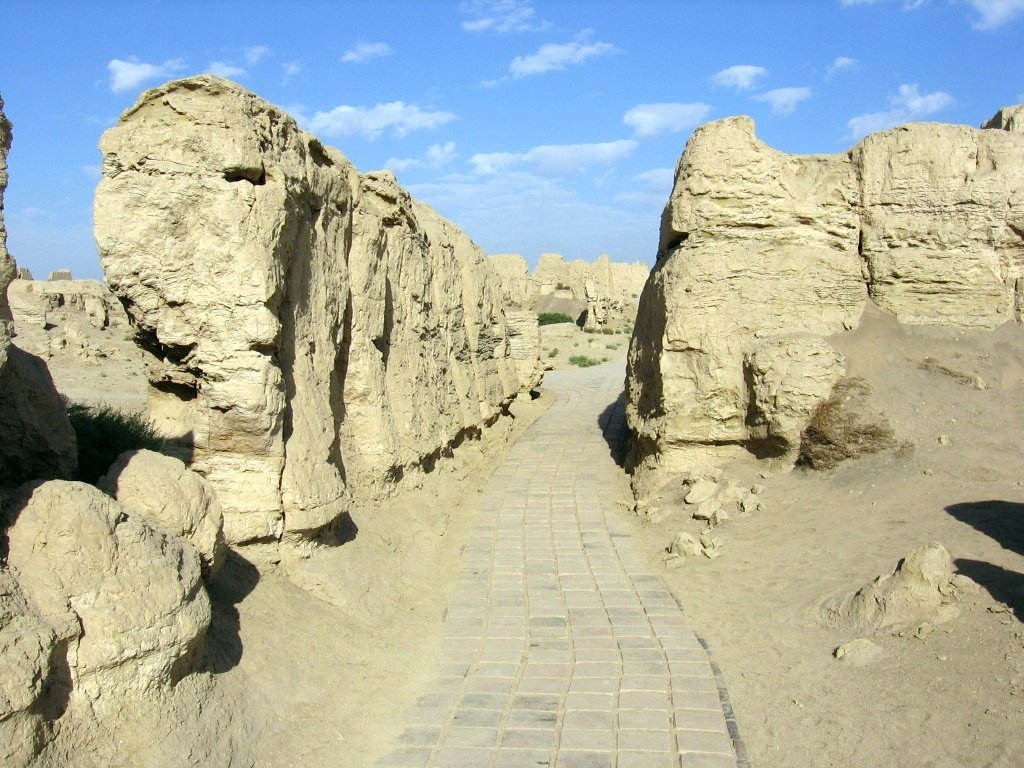
Руины древнего города Цзяохэ

В могиле женщины из Янхая, одетой для верховой езды, было найдено мягкое седло без стремян, изготовленное 2700 л. н. из нескольких сшитых вместе подушечек из воловьей кожи, набитых соломой вперемешку с оленьей и верблюжьей шерстью, что позволяло комфортнее сидеть на спине лошади, вероятно, облегчая многочасовые путешествия вслед за выпасаемым скотом или во время переезда с места на место. Всего в Янхае и соседнем Субэйси обнаружено лишь два седла, так что они могли быть предметами роскоши, изготовленными мастерами из других мест.
При раскопках древнего кладбища Цзяи в гробницах было обнаружено 240 захоронений, в том числе скелет европеоидного мужчины, жившего от 2400 до 2800 лет назад, под головой которого была подушка из тростника (Phragmites australis), а туловище было укрыто «саваном» из почти целых (включая ветви и корни) растений конопли (Cannabis sativa).
На кладбище Янхай (43 км к юго-востоку от Турфана) в двух саркофагах (M21 и M157) на останках двух мужчин 40-летнего возраста в 2011 году были обнаружены самые древние брюки, изготовленные примерно между XIII веком до н. э. и X веком до нашей эры.
Древний город Гаочан, основанный в I веке до н. э., являлся одним из ключевых звеньев Великого шёлкового пути.
Безекликские пещеры тысячи будд, расположенные в долине Мутоу в Огненных горах (в 30 км от города Турфан), создавались в период между династиями Тан и Юань.